# Allodesmus
Allodesmus és un gènere extint de mamífers carnívors de la família dels desmatofòcids que visqueren a banda i banda de l'oceà Pacífic des de l'Oligocè superior fins al Miocè superior, fa entre 7,2 i 27,3 milions d'anys. Se n'han trobat restes fòssils als Estats Units, el Japó i Mèxic. Eren força semblants a les foques d'avui en dia. Feien uns 2 m de llargada i pesaven uns 360 kg. Les femelles eren més petites que els mascles. Estaven ben adaptats a la vida submarina, amb ulls grossos i orelles sensibles sota l'aigua. L'espècie A. kernensis és el desmatofòcid més conegut. El nom genèric Allodesmus significa ‘enllaç estrany’.